# جان بلکلی
جان بلکلی (انگلیسی: John Blackley؛ زادهٔ ۱۲ مهٔ ۱۹۴۸) بازیکن و مربی فوتبال اهل اسکاتلند بود.
از باشگاه‌هایی که در آن بازی کرده‌است می‌توان به باشگاه فوتبال پرستون نورث اند، باشگاه فوتبال هیبرنین، باشگاه فوتبال همیلتون آکادمیکال، و باشگاه فوتبال نیوکاسل یونایتد اشاره کرد.
وی همچنین در تیم ملی فوتبال اسکاتلند بازی کرده‌است.